# Dellys

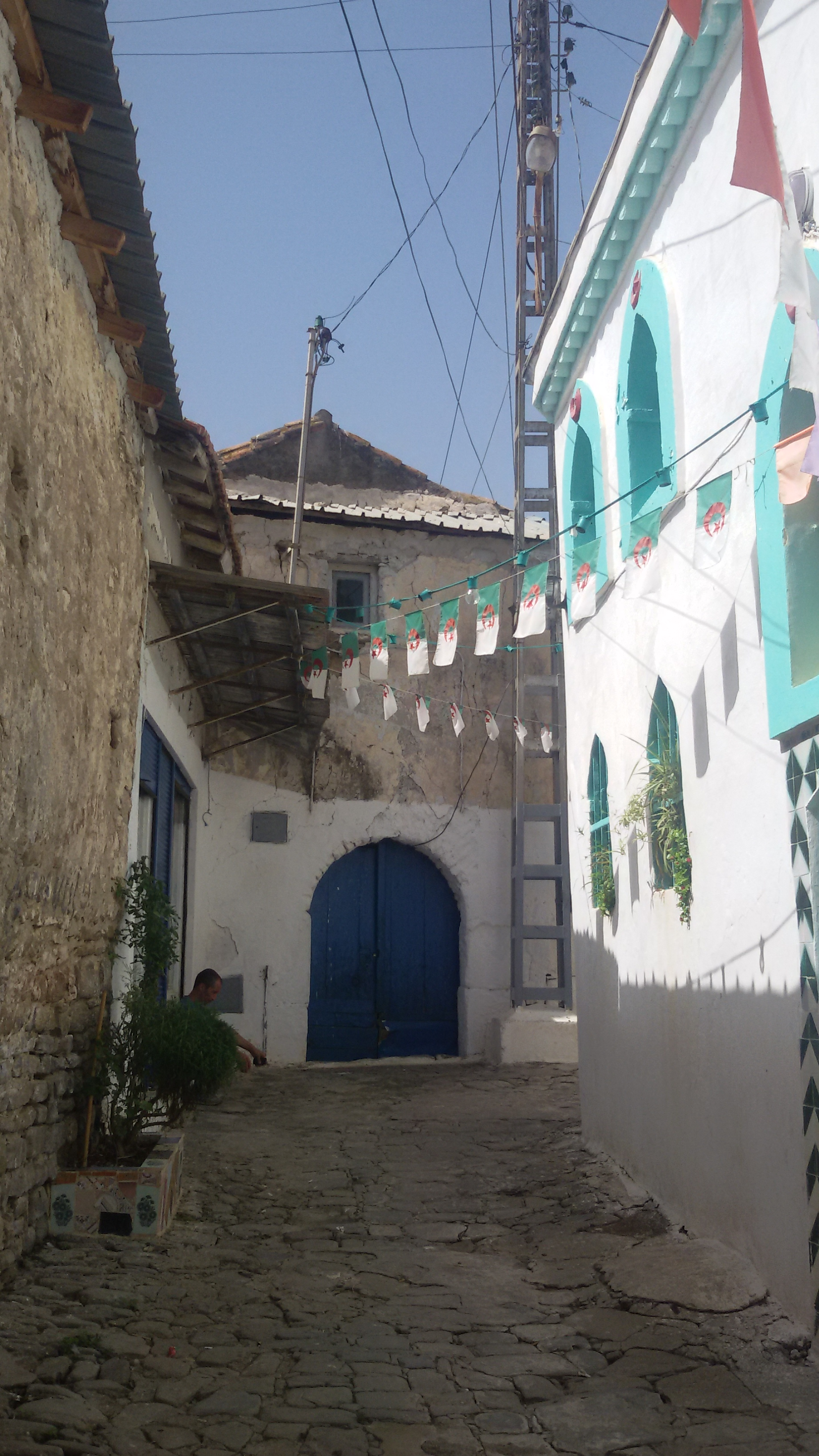
Dellys

Dellys (amazic: Delles; àrab: دلّس, Dallis) és una comuna algeriana de la província de Boumerdès, a la Cabília. Es troba a 70 km de Boumerdès, la capital provincial i és capçalera de la dàïra de Dellys, i a 5 km a l'est de la desembocadura del riu Sebaou (Wadi Sabaw), el principal riu de la Cabília. És el lloc de naixement de la santa amaziga Marciana de Dellys convertida al cristianisme i lluitadora contra els ídols. La seva població al cens del 2008 era de 32.954 habitants. La comuna de Dellys està formada pels següents llocs: Dellys, Takdampt, El_Madjni Ladjena, Bordje Fnare, Beni Azeroual, Asouaf, Thouabet, Boukmach, Bouafia, Brarat, Dar El Melh, Boumeda, Ouled Mahdjoub, Beni Amara, Tizeghouine, Dar Rabah, Ouled Sabeur, Chegga, Mezoudj, Houasna i Azrou.
La ciutat està dividida en tres parts: al nord la vila àrab i amaziga que és la ciutat original; al sud d'aquesta la vila colonial; i a l'est el barri portuari. El port fou pensat pels francesos per esdevenir la capital de la Baixa Cabília. Era l'única ciutat digna d'aquest nom a la baixa Cabília abans de 1860.

## Demografia
| Any  | Població                               | - | 1844 | 1.500 | - | 1886 | 3.900 |
| 1901 | 14.000                                 |   |      |       |   |      |       |
| 1926 | 17.000                                 |   |      |       |   |      |       |
| 1954 | 21.600                                 |   |      |       |   |      |       |
| 1966 | 10.300 (només la ciutat)               |   |      |       |   |      |       |
| 1987 | 29.700 (comuna) 16.100 (municipalitat) |   |      |       |   |      |       |
| 1998 | 19.500 (municipalitat)                 |   |      |       |   |      |       |

## Història
En temps del domini cartaginès formava la ciutat de Rusucurru (Rusuccuro o Rusucurum, en grec Pουσουκκόρου, també Adyma en temps dels romans) en competència amb Tigzirt. Queden alguns vestigis romans (les muralles, cisternes i alguns més). Aquesta vila hauria estat destruïda durant la conquesta àrab i el lloc va quedar deshabitat.
Al-Bakrí esmenta un port a l'est de Marsa l-Hajjaj que anomena la "Vila dels Banu Jannad". El seu nom àrab, que en la forma Tadellast o Tadellist vol dir "barraques", no apareix fins al temps dels hammàdides, quan aquests es van establir a Bugia (1068). La seva posició que facilitava el pas per la vall del Sebaou va fer créixer el lloc i els hammàdides hi van enviar un governador; el 1102/1103 l'emir al-Mansur ibn al-Nasir va nomenar governador a un príncep almerienc refugiat. Al-Idrissí l'esmenta com Tadailis i diu que estava dotada d'una forta muralla i que el seu entorn era fèrtil.
Caiguda la dinastia hammàdida (1152) va passar als almohades; el 1226/1227 fou conquerida pel mallorquí Yahya ibn Ghaniya i després la van disputar almohades, zayyànides o abdalwadites, i hàfsides i en alguns moments fins i tot els benimerins o marínides del Marroc; aquests darrers la van ocupar el 1394. El 1398 a conseqüència del saqueig de Torreblanca i altres atacs corsaris, Martí l'Humà atacà Tedelis, aconseguint recuperar una custòdia amb l'Hòstia Consagrada. L'any següent, el rei va Martí l'Humà va ordenar repetir la campanya, aquest cop contra Bona (Bône).
Al segle xv Lleó l'Africà diu que va compatir la sort d'Alger; en aquest segle, i com a altres viles de la costa, hi van emigrar els andalusins expulsats de Castella, que van millorar la vida cultural i econòmica de la regió.
El 1510 Alger es va sotmetre a Castella i Dellys la va seguir i va fer el mateix. El 1517 la va ocupar Arudj i els turcs hi van establir guarnició i la van fer servir de base contra les tribus de la vall del Sebaou. Els habitants van mantenir relacions amb Alger per mar però sota domini turc la ciutat va patir una reculada continuada i quan els francesos hi van arribar el 7 de maig de 1844 només era una vila molt pobra i petita. La conquesta de Cabília amb el trasllat dels establiments militars a Tizi-Ouzou i a Fort National, va aturar el desenvolupat només iniciat. A la revolta nacional de 1871 fou bloquejada per terra pels cabilencs (abril-maig) però com que per mar mantenia obert el contacte, no va poder ser presa.
Després ja no hi va haver més incidents i la colonització europea es va desenvolupar. La construcció de la via fèrria Alger-Tizi-Ouzou la va perjudicar i el seu desenvolupament al segle xx ha estat lligat a l'agricultura, tot i ser menys agrícola que la resta de la Baixa Cabília. Amb l'Algèria independent fou part de la província de Tizi-Ouzou i més tard de la nova província de Boumerdès. El 21 de maig de 2003 fou afectada per un terratrèmol que va devastar tota la regió i la ciutat vella va quedar convertida en runes. El 2007 la casba fou declarada "zona protegida" i es van iniciar els treballs de restauració (gener del 2008). El 8 de setembre de 2007 un cotxe bomba va matar almenys 30 persones i en va ferir a 47; l'atac anava dirigit contra el quarter militar algerià a la ciutat.